# Power Up Turtles
Power Up Turtles é um single de Hironobu Kageyama lançado em 20 de março de 1996 pela Nippon Columbia em CD e fita cassete.

## Produção
O single contém duas músicas. A primeira, que dá título ao single, foi usada como abertura da animação Mutant Turtles: Chouijin Densetsu-Hen, baseada nas Tartarugas Ninja. A segunda, chamada "Chikyuu wa Ogenki", cantada por Mokkun, foi usada como encerramento da série. O desenho foi uma sequência da famosa animação das personagens de 1987, mas foi lançado apenas no Japão. Ambas tiveram Yukinojo Mori como letrista. Mori já havia trabalhado com Kageyama em grandes sucessos, como as músicas de Dragon Ball Z "Cha-La Head-Cha-La", "We Gotta Power" e "Bokutachi wa Tenshi Datta".

## Legado
"Power Up Turtles" foi inclusa na coletânea Hironobu Kageyama 20th Anniversary Eternity.

## Faixas
| N.º            | Título                                 | Letras         | Música          | Arranjo        | Duração |  |
| 1.             | "Power Up Turtles"                     | Yukinojo Mori  | Takeshi Ike     | Osamu Totsuka  | 3:49    |  |
| 2.             | "Chikyuu wa Ogenki"                    | Y. Mori        | Takefumi Haketa | T. Haketa      | 3:41    |  |
| 3.             | "Power Up Turtles (original karaoke)"  | "instrumental" | T. Ike          | O. Totsuka     | 3:49    |  |
| 4.             | "Chikyuu wa Ogenki (original karaoke)" | "instrumental" | T. Haketa       | T. Haketa      | 3:41    |  |
| Duração total: | Duração total:                         | Duração total: | Duração total:  | Duração total: | 15:00   |  |